# Resolució 890 del Consell de Seguretat de les Nacions Unides
La Resolució 890 del Consell de Seguretat de les Nacions Unides fou adoptada per unanimitat el 15 de desembre de 1993. Després de reafirmar les resolucions 696 (1991), 747 (1992), 785 (1992), 811 (1993), 793 (1992), 804 (1993) 823 (1993), 834 (1993), 851 (1993) i 864 (1993) sobre la situació a Angola, el Consell va observar les lleugeres millores al país i va ampliar l'estacionament de la Segona Missió de Verificació de les Nacions Unides a Angola (UNAVEM II) fins al 16 de març de 1994.
El Consell de Seguretat va començar subratllant la importància que atorgava a la plena aplicació dels "Acordos de paz" i les resolucions pertinents del Consell. També va donar la benvinguda a la represa de les negociacions a Lusaka entre el Govern d'Angola i UNITA, i va assenyalar que els incidents violents havien disminuït. Al mateix temps, però, va reconèixer la greu situació humanitària del país, la manca d'un altoel foc i la negativa d'UNITA a acceptar els resultats de les eleccions de 1992.
Es va destacar la importància d'una solució pacífica i va instar a ambdues parts a ser flexibles en les negociacions. Es va demanar als partits que respectessin els seus compromisos a Lusaka, instant a tots dos a cessar immediatament totes les accions militars per frenar el patiment de les persones i danyar l'Economia d'Angola així com establir un alto el foc durador. Es va demanar al Secretari General Boutros Boutros-Ghali que informés sobre el progrés de les converses abans de l'1 de febrer de 1994. El Consell també va assenyalar que el Secretari General ja havia pres mesures per ampliar la missió de pau UNAVEM II en cas d'avenços en el procés de pau. En aquest moment, UNAVEM II no comptava amb personal i no podia controlar tot el país.
La resolució també va afirmar la necessitat de lliurar l'ajuda humanitària a la població afectada, demanant als Estats membres, als organismes de les Nacions Unides i a les organitzacions no governamentals esforços en aquest respecte, i els va instar a continuar prestant assistència humanitària. Ateses les negociacions en curs entre el govern d'Angola i UNITA, el Consell de Seguretat va decidir no imposar un embargament de petroli contra la UNITA en la Resolució 864, però va anunciar la seva voluntat de fer-ho en el cas d'una recomanació del Secretari General.